# إرواء علاجي
الإرواء العلاجي (بالإنجليزية: Therapeutic irrigation) أو الغسل (بالإنجليزية: lavage) هو عملية طبية للتنظيف أو الشطف.

## أنواع الإرواء العلاجي
من أبرز أنواع الإرواء العلاجي:
- الغسل المطهر
- غسل القصبات والأسناخ
- غسل المعدة
- غسل الصفاق التشخيصي
- غسل بمنظار المفصل
- غسل قنوي
- غسل نابض